# بلبل کلاه‌سیاه
بلبل کلاه‌سیاه (نام علمی: Rubigula melanictera)، یا بلبل زرد سرسیاه، عضوی از خانواده بلبلان از پرندگان گنجشک‌سان و بومی سری‌لانکا است.

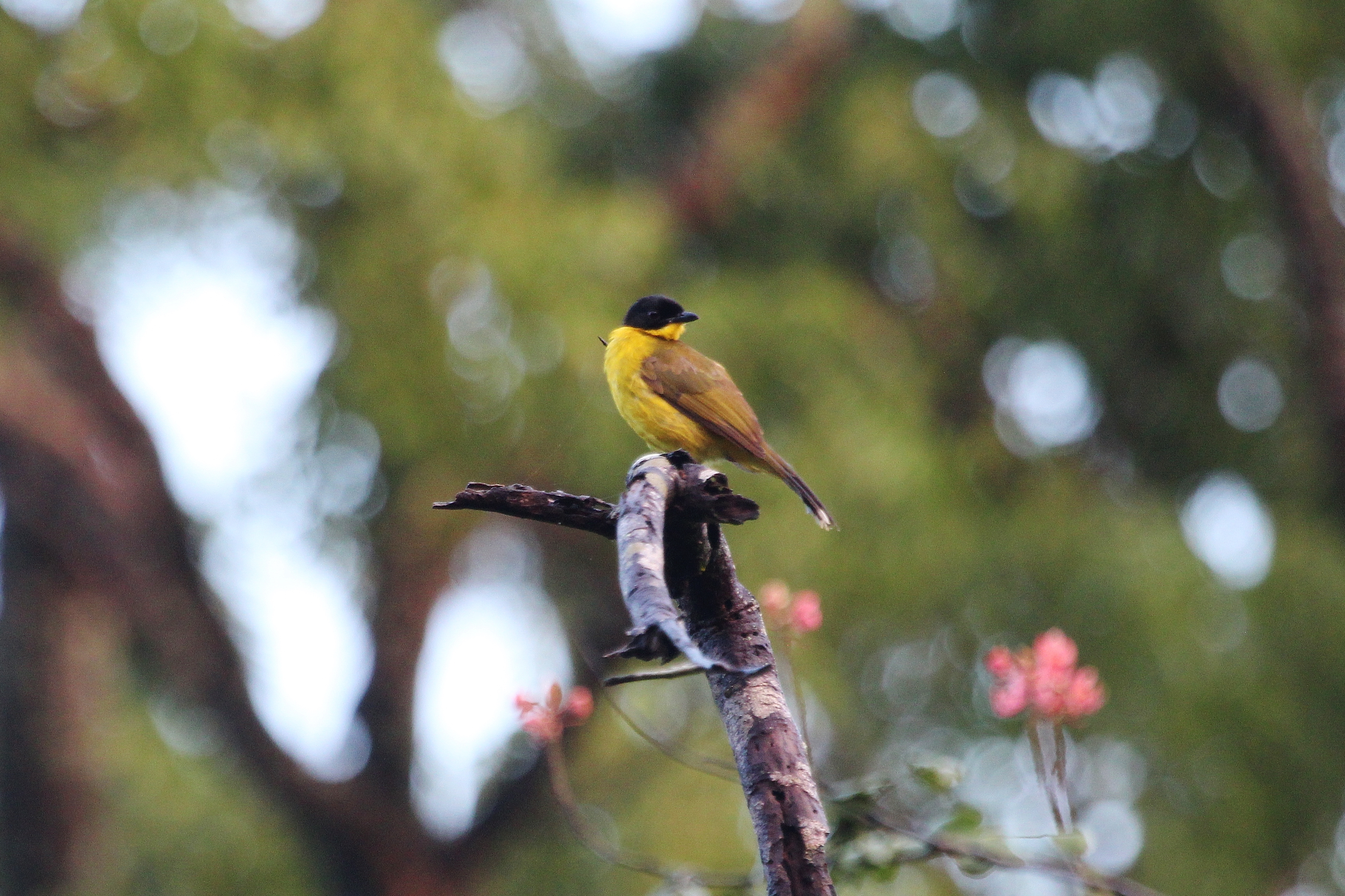
بلبل کلاه‌سیاه در سیگیریا، سریلانکا